# The Downward Spiral
The Downward Spiral (с англ. — «Нисходящая спираль») — второй полноформатный и третий студийный альбом американской индастриал-группы Nine Inch Nails, вышедший в марте 1994 года. Диск является концептуальным альбомом, раскрывающим процесс разрушения человеческой личности от начала и до конца — самоубийства протагониста. В музыкальном плане The Downward Spiral ориентирован на индастриал-рок, техно и хэви-метал, в отличие от своего предшественника — синти-попового Pretty Hate Machine. В официальной системе нумерации релизов NIN Halo альбом маркирован как Halo 8.
Запись была спродюсирована Марком (Фладом) Эллисом и Трентом Резнором, который задумал её после выступления на фестивале Lollapalooza в 1991 году, как символическую исповедь о личных проблемах и всей той «отрицательной энергетике», которая накопилась внутри группы. В 1992 году Резнор переехал в особняк 10050 на Сьело-драйв в Беверли-Хиллз, где актриса Шэрон Тейт была убита членами банды Чарли Мэнсона. Он использовал этот дом в качестве студии для записи дисков Broken и The Downward Spiral, а также совместного творчества с другими музыкантами. The Downward Spiral сочинялся под влиянием классических пластинок конца 1970-х: Low Дэвида Боуи и The Wall Pink Floyd, Резнор сосредоточился на концепции альбома, избегал музыкальных шаблонов и много экспериментировал со звуком.
В поддержку пластинки было организовано турне Self Destruct Tour, а четыре песни («March of the Pigs», «Closer», «Piggy» и «Hurt») были выпущены в качестве синглов. Концертные шоу стали дебютом нового, неряшливого и мрачного, имиджа NIN, на сцене музыканты вели себя грубо и непредсказуемо, нанося себе увечья и разбивая инструменты. Для синглов «March of the Pigs» и «Closer» были сняты видеоклипы, причём первый вышел в двух версиях, а второй был подвергнут жёсткой цензуре на телевидении из-за откровенного контента. Композиции «Piggy» и «Hurt» были выпущены как промосинглы.
Большой коммерческий успех альбома вознёс Nine Inch Nails на вершину музыкальной сцены 1990-х, их звуку стали подражать. Резнор получил несколько музыкальных наград и обрёл повышенное внимание со стороны СМИ, однако в итоге популярность пагубно повлияла на душевное состояние музыканта, и он погряз в депрессии и наркомании на несколько лет. Многие критики считают The Downward Spiral одной из важнейших записей 90-х годов, высоко оценивая её ключевые черты — акустическую «шершавость», эклектичность и мрачные темы. В 1995 году был выпущен специальный альбом ремиксов — Further Down the Spiral. 23 ноября 2004 года вышла юбилейная версия альбома, The Downward Spiral был переиздан в форматах SACD и DualDisc — все песни прошли процедуру ремастеринга.

## Работа над альбомом

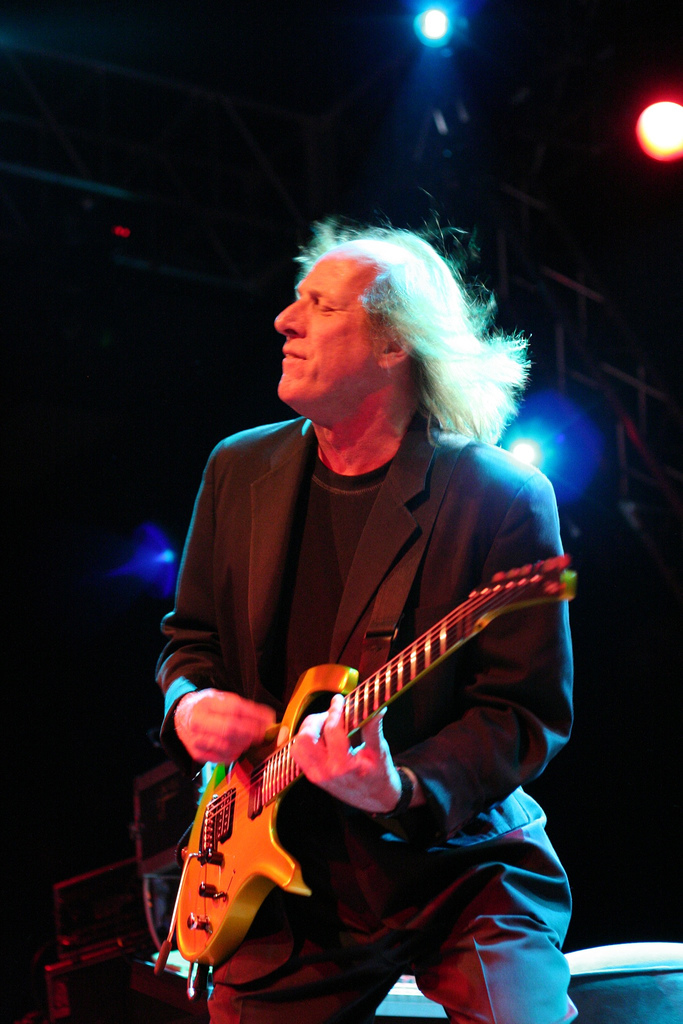
В записи пластинки принимал участие гитарист Эдриан Белью. Его подход к исполнению музыки усилил веру Резнора в использование «живых» инструментов

Концепция The Downward Spiral была придумана после фестивального турне Lollapalooza, когда Трент Резнор во время отдыха в одном из европейских отелей размышлял о «негативной атмосфере», сложившейся в группе. Концертные шоу Nine Inch Nails были известны агрессивными поведением музыкантов: они вели себя злобно, наносили себе увечья и разбивали музыкальные инструменты. В этот период у Резнора были разногласия с лейблом TVT Records, что вылилось в учреждение его собственного — Nothing Records (вместе со своим бывшим менеджером Джоном Мальмом-младшим) — и подписание нового контракта с фирмой Interscope. Трент хотел исследовать внутренний мир вымышленного персонажа, чья жизнь полна психологических травм, и, отталкиваясь от этого, разработал концепцию альбома; эта идея нашла отражение в текстах песен. В основу концепции альбома легли собственные проблемы Резнора в этот период, среди которых были конфликт с одним из участников коллектива — Ричардом Патриком — и развивающийся алкоголизм. Помимо прочего, во время сочинения The Downward Spiral Резнор пристрастился к наркотикам — из-за глубоко личного содержания материала музыкант находился в состоянии глубокой депрессии. Друзья посоветовали Тренту принимать от депрессии «Прозак», однако эта идея ему не понравилась.
По задумке Резнора звучание альбома должно было кардинально отличаться от его предшественника — музыкант намеревался «придать ему настроение, текстуру, строгость и утончённость», хотя вначале он не был до конца уверен в его музыкальном содержании. Лонгплей создавался в формате «цельного повествования» и был сконцентрирован на «форме и содержании». Сочиняя мелодии, автор избегал «шаблонного» использования гитар или синтезаторов.
Для записи альбома Трент арендовал дом в Калифорнии, где в 1969 году была убита актриса Шэрон Тейт. В интервью Entertainment Weekly музыкант говорил, что «рассматривал много зданий, и это понравилось [ему] больше всего», несмотря на его печальную известность. Резнор переехал в особняк в декабре 1993 года. Музыкант организовал студию за дверью, на которой кровью Тейт было нацарапано послание её убийц — «PIG». Новая студия была названа «Le Pig», и Резнор проработал там с Джоном Мальмом 18 месяцев. Позже музыкант описал свою первую ночь на новом месте, как «ужасающую», поскольку он уже был наслышан о трагических событиях и читал статьи, связанные с инцидентом. Резнор выбрал этот дом для оттачивания своих технических навыков: он купил большую звуковую консоль и два рекордера Studer, что, по его мнению, было дешевле, чем аренда полноценной студии. «Le Pig» также использовалась для записи дебютного альбома Мэрилина Мэнсона и его группы — Portrait of an American Family , в котором Резнор выступил в роли сопродюсера. По настоянию Трента Мэнсон подписал контракт с его лейблом Nothing Records, на котором и был издан диск.
Во время работы над The Downward Spiral я жил в доме, где была убита Шэрон Тэйт. Однажды я встретил её сестру. Это была случайная короткая встреча. Она спросила меня: „Ты используешь смерть моей сестры ради популярности, проживая в её доме?“ Сначала это показалось мне пощёчиной. Я ответил: „Нет, это просто мой интерес к американским легендам. Я живу в доме, где произошла странная история“. Прежде я над этим не задумывался, но тогда я понял. Она потеряла сестру в бессмысленной, глупой истории, которую я не одобрял. Я спросил себя: „Что, если это была бы моя сестра?“ И я подумал: „Будь проклят Чарли Мэнсон“. Я пришёл домой и плакал той ночью. Это позволило мне увидеть обратную сторону медали.
Для реализации своих идей Резнор пригласил бывшего ударника группы Jane’s Addiction Стивена Перкинса, гитариста-виртуоза Эдриана Белью и барабанщика концертного состава NIN Криса Вренну. Во время первого визита Белью записал гитарные партии для «Mr. Self Destruct», ему была предоставлена полная свобода импровизировать, взаимодействуя с мелодией, концентрируясь на ритме и используя «нойзовые» эффекты. Этот опыт усилил веру Резнора в использование «живых» инструментов: он счёл, что такой подход был более выразительным, чем сочинение с помощью одних лишь «компьютеров». Белью похвалил Резнора за его «высокотехнологичную команду» и заявил, что новаторская музыка Nine Inch Nails соответствует его видению мира. Вренна и Перкинс исполняли партии ударных, также записываясь «вживую»; результат был использован для семплов и лупов. Резнор выбрал аналогичный вариант с записью гитары: он записывал свои импровизации длиной 20—25 минут, сохраняя всё на жесткий диск рекордера Studio Vision, а затем «выреза́л» отдельные части, которые он считал интересными для дальнейшего использования: «99 процентов созданного материала, даже вокал, было изначально записаны на компьютер. Мы вместе сделали аранжировку и потом скинули это на плёнку».
Бо́льшая часть музыки была записана на компьютеры бренда Macintosh с применением различных музыкальных программ. Уникальные эффекты, такие как изменение и инвертирование частотной модуляции, использовались для создания оригинальных звуков. Резнор семплировал отрывки из своих гитарных сейшенов и обрабатывал с помощью специализированных программ, чтобы придать звучанию элементы «хаотичности и экспрессии». Во время записи были использованы звуковые системы Pro Tools, Digidesign и Turbosynth, аудиокейсы фирмы Marshall, синтезаторы Prophet VS и различные гитары от фирм Jackson и Gibson.

Во время работы Резнор испытывал постоянный прессинг со стороны фанатов, прессы и коллег по сцене. Непрестанные вопросы о том, когда выйдет новый альбом, каким он будет, как продвигаются запись, вызывали у автора стресс. В итоге творческий процесс продвигался гораздо медленнее и «мучительнее», чем он предполагал. Изначально Трент намеревался проделать всю работу очень быстро и приводил в пример группу Nirvana, которые записали Nevermind за две недели. Но в его случае всё складывалось совершенно иначе, и вскоре лейбл Interscope начал высказывать обеспокоенность по поводу сроков выхода пластинки. Весь этот стресс, а также алкоголь и наркотики, усугубили состояние Резнора. Позже он вспоминал: 
Я просто хотел убить себя. Я ненавидел музыку. Я думал что-то вроде: „Мне хочется снова отправиться в турне, ненавижу сидеть взаперти пытаясь расцарапать себе душу“. Это очень больно — исследовать те области своего мозга, о которых ты предпочёл бы не знать. Ты сочиняешь что-нибудь и думаешь: „Чёрт возьми! Я не могу об этом сказать. Я не хочу, чтоб люди узнали об этом“. Это нечто настолько обнажённое и искреннее, что тебе страшно это выпускать. Ты отдаешь часть своей души, выставляешь напоказ часть себя. Я стараюсь этого избегать. Я ненавижу это ощущение, когда ты посылаешь кому-нибудь свою кассету: „Вот моя новая песня. Я только что разрезал свою душу. Послушайте и покритикуйте“.
Марк (Флад) Эллис, известный по работе с группами U2 и Depeche Mode, был приглашён в качестве сопродюсера. В результате этот диск стал его последним проектом с Nine Inch Nails из-за творческих разногласий, возникших в процессе работы. «Just Do It» — «опасно саморазрушительная» юмористическая песня, специально написанная Резнором для альбома, не была включена в его окончательный вариант именно по настоянию Эллиса, который счёл, что автор зашёл в ней слишком далеко.
Трент закончил последнюю песню для этого лонгплея — «Big Man with a Gun» — в конце 1993 года. В результате было записано 16 песен плюс кое-какие «остатки», которые впоследствии выходили в виде би-сайдов или же были переработаны для ремиксов Nine Inch Nails и других музыкантов. Наступил черёд последней стадии — микширования и мастеринга; они проходили на студиях Record Plant Studios и A&M Studios под руководством Алана Молдера, сотрудничество с которым продолжилось на следующих альбомах Nine Inch Nails. После записи альбома, Резнор посоветовался с хозяевами дома, и тот вскоре был снесён.

## Музыка и тексты
The Downward Spiral представляет собой полуавтобиографическую, концептуальную запись, в которой центральное место занимает аспект деградации лирического героя — он скатывается в безумие своего внутреннего, солипсистского мира, по метафорической «нисходящей спирали». Попутно протагонист касается вопросов религии, дегуманизации, насилия, болезней, общества, наркотиков, секса и, наконец, самоубийства. Тексты пластинки наполнены многочисленными метафорами, что делает возможными разнообразные интерпретации. Лейтмотивом всего альбома является тема нигилизма и двух психологических факторов — саморазрушения и самоконтроля. Резнор описал концепцию альбома словами: «он о тех, кто низводит всё что их окружает до уровня потенциального небытия, посредством карьеры, религии, отношений, моральных убеждений и т. д.». Многие музыкальные журналисты, в том числе обозреватель газеты The New York Times Джон Парелес, отмечали, что темы тоски и отчаяния уже до Резнора касались многие гранж-группы, такие как Nirvana, однако у Nine Inch Nails она приобрела более общечеловеческое звучание.

Позднее Резнор отмечал:
Все это — мои личные переживания, но они объединенные крайне претенциозной идеей записи... она должна была... и стала чем-то вроде устаревшего концептуального альбома времён 70-х. В нём нашли отражение записи очень на меня повлиявшие — Low Дэвида Боуи и даже The Wall, я уверен, что позаимствовал кое-что у Pink Floyd. По правде говоря я точно это знаю... Пусть эти записи сейчас и могут показаться кому-то устаревшими, меня они восхищают гораздо больше, чем что-нибудь вроде: „Вот мой видеоклип, вот моя танцевальная песня, вот моя пауэр-баллада“. Вся эта доступность. В моём случае это просто — я, скучающий, пытающийся что-то придумать, установить рамки, в которых мне хотелось-бы работать, короче сконцентрироваться.
Музыкальная составляющая альбома содержит элементы индастриал-рока, техно и хеви-метала, что было «шагом в сторону» по сравнению со звучанием предыдущей полноформатной работы Резнора — Pretty Hate Machine. Во время записи Трент регулярно использовал в аранжировках песен шумовые эффекты и дисторшн, а также диссонансы с основной гармонией. Сами композиции не следовали классической куплетной формуле. Идеи с обработкой «металлических» звуков гитары, впервые проявившиеся в Broken, нашли развитие на The Downward Spiral: Трент использовал новаторские методы, такие как расширенные структуры песен и нетрадиционные размеры такта. Материал альбома демонстрирует широкий спектр музыкальных фактур и настроений, чтобы проиллюстрировать психологические метаморфозы главного героя. Вокал Резнора на протяжении всего альбома строится по той же схеме, часто переходя в шёпот или крик. Если раньше его голос можно было услышать только сквозь искажения и звуковые эффекты, то теперь он стал «чарующим и нежным». Все эти приёмы используются в заключительной песне альбома — «Hurt»: в ней раз за разом звучит диссонирующий тритон (B5#11). Этим диссонансом акцентируется голос Резнора, когда он поёт слово «Я» на 11-й ноте в то время, как звучит диада B/E#.
В композиции «Mr. Self Destruct» — песне о влиятельной личности — звучит «индустриальный грохот» в сопровождении лупов со звуком вращающихся шестерней. Напротив, мелодия «The Becoming» призвана выразить состояние мёртвой личности — преобразование протагониста в нечеловеческий организм. Мелодия «Closer» строится вокруг хроматического мотива на фортепиано: он является лейтмотивом всего альбома, впервые появляясь во втором куплете песни «Piggy» (в органной интерпретации), затем вновь звучит в виде пауэр-аккордов (в пониженном строе D) на протяжении всего припева «Heresy», далее его инвертированная версия непрерывно играет на треке «A Warm Place», а в последний раз затем он повторяется в своём первоначальном варианте в «The Downward Spiral».
«Все эти песни были своего рода репортажами с передовой на полях сражений психики Трента Резнора» — писал Тонни Удо из Classic Rock, «так что не удивительно, что они являли собой классику негативизма, злобы, отчаяния и ненависти». Журналист продолжал: «Музыка Резнора груба, развратна, пропитана аномальной сексуальностью, суицидальной меланхолией и яростной мизантропией».

## Художественное оформление
Дизайн обложки альбома и буклета разработал Рассел Миллз. До этого оформление и эскизы для The Downward Spiral и синглов «Closer» и «March of the Pigs» были показаны на выставке в школе искусств Глазго. Миллз пояснил, что материал, использованный для обложек, составлял одну общую картину, получившую название «Рана», при создании которой использовались гипс, акриловые и масляные краски, подвергшийся коррозии металл, насекомые, кровь самого художника, воск, лаки и хирургические повязки на деревянных панелях: 
Я вынашивал идею многослойных произведений — физически, структурно и концептуально. Я хотел, чтобы созданная работа стала понятной и открытой, и в то же время закрытой и недоступной. Учитывая характер текстов и силу музыки, с которыми я работал, я посчитал, что будет правильно в своей работе скрыть аллюзию на явно противоречивые образы боли и исцеления. Я хотел создать прекрасную поверхность, из-под которой частично проступает живое мясо открытых ран. Композиция из смешанных материалов «Рана» была первой, что я создал в этом ключе … и стала обложкой альбома.
Оформлением переиздания The Downward Spiral 2004 года занимался арт-директор группы Роб Шеридан.

## Промокампания

### Синглы
Песни «March of the Pigs» и «Closer» были выпущены в качестве синглов; «Hurt» и «Piggy» в виде промосинглов — только для радиоэфира. «March of the Pigs» имеет необычный ритмический рисунок: чередуя три такта 7/8 с одним 8/8 (по сути, 29/8), всё это исполняется в темпе 269 ударов в минуту. Режиссёр Питер Кристоферсон снял для этой песни две версии видеоклипа; первый вариант не понравился самому Резнору и был заменён на «живое» исполнение песни.
Барабанная партия в «Closer» является сильно изменённым семплом большого барабана из песни Игги Попа «Nightclubbing» из альбома The Idiot. В лирическом плане это размышление о ненависти к себе и сексуальной одержимости, но, к ужасу Резнора, песня была неправильно интерпретирована публикой — её расценивали как гимн похоти в связи с припевом «Я хочу трахать тебя, как животное». Видеоклип «Closer» был снят режиссёром Марком Романеком, он был очень популярен среди зрителей MTV, хотя и был выпущен с «купюрами», поскольку по мнению руководства телеканала оригинал был слишком откровенным. Действие видео происходит в лаборатории, в его визуальных образах фигурируют аллюзии к темам религии, секса, жестокого обращения с животными, политики и террора; среди спорных моментов клипа отмечались образ обнажённой лысой женщины в маске с распятым Иисусом, обезьяна, привязанная к кресту, отрезанная поросячья голова, графическое изображение вульвы и сам Резнор в маске БДСМ, кандалах и с кляпом во рту. Песня имела большой успех на радио, хотя в этой версии композиции также не обошлось без цензуры. В связи со своими уникальными художественными особенностями, видеоклип был включён в постоянную экспозицию Нью-Йоркского музея современного искусства.
В композиции «Piggy» есть строчка «ничто теперь меня не остановит» (англ. «nothing can stop me now»), она повторяется в песнях — «Ruiner» и «Big Man with a Gun». Неистовый барабанный бит в конце песни «Piggy» был исполнен самим Резнором, это одна из немногих «живых» барабанных записей на альбоме. Резнор заявил, что запись появилась спонтанно, в ходе тестирования микрофонной установки, но она ему так понравилась, что было решено её оставить. Песня была выпущена в качестве промосингла в декабре 1994 года и заняла 20-ю строчку чарта Hot Modern Rock Tracks.
Выпущенный в 1995 году сингл «Hurt» содержит упоминания самоувечья и героиновой зависимости, хотя в целом смысл песни трактуют по-разному. Легенда кантри Джонни Кэш перепел песню для своего сборника American IV: The Man Comes Around. Видеоклип на этот кавер был также снят Марком Романеком — он содержит сцены из жизни Кэша и был назван лучшим видео всех времён по мнению редакции журнала NME. Британская певица Леона Льюис также записала свой вариант этой песни — он был издан на её дебютном мини-альбоме Hurt: The EP. Этот кавер получил неоднозначные отзывы от музыкальных критиков. Льюис Корнер из Digital Spy похвалил рок-интерпретацию Леоны, раскрывшую «эмоциональные тона́» певицы, «в этой песне она поёт „леденящим кровь“ фальцетом» — отмечал журналист.

### Турне

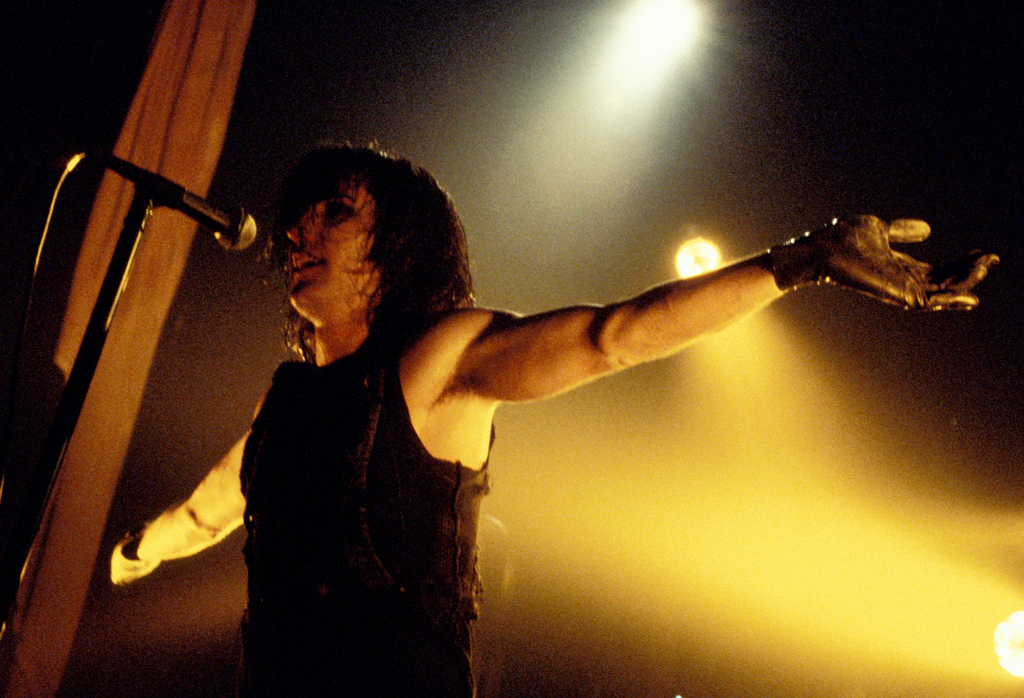
Трент Резнор выступает на одном из шоу турне Self Destruct Tour

В поддержку альбома Резнор организовал гастрольный тур Self Destruct Tour. В состав его концертной группы вошли Крис Вренна и Джеймс Вулли на места ударника и клавишника соответственно, гитарист Робин Финк, который заменил в этом амплуа Ричарда Патрика, и Дэнни Лонер, приглашённый в качестве бас-гитариста. Во время шоу на сцену спускали занавески, на которых транслировались «визуальные эффекты» во время исполнения некоторых песен, в том числе «Hurt». Задняя часть сцены была усеяна многочисленными тусклыми и неподвижными прожекторами, тогда как основное освещение было скудным. Во время турне музыканты представили публике свой новый имидж — мрачный и неряшливый, они выходили на сцену в рваной одежде, перемазанной крахмалом. Группа вела себя вызывающе и непредсказуемо — музыканты часто увечили себя, нападали друг на друга, прыгали в толпу и разбивали инструменты в конце выступления.
В ходе турне группа выступила на фестивале «Вудсток-94», который транслировался на всю Америку. Музыканты вышли на сцену измазанные грязью, что являлось последствиями дружеской потасовки за кулисами, вопреки расхожему мнению, что это был трюк с целью привлечь побольше внимания. Тренту было очень трудно ориентироваться на сцене — в самом начале шоу он толкнул Лонера в лужу с грязью, и она попала ему в глаза. После окончания фестиваля большинство критиков сошлись во мнении, что Nine Inch Nails «переплюнули» своих более популярных «коллег по цеху», по большей части, классических рок-групп, и их «армия» фанатов значительно возросла. После этого шоу группа ещё больше развила свой мейнстримовый успех, увеличив масштабность концертных постановок: были добавлены различные театральные и визуальные элементы. Композиция «Happiness in Slavery», исполненная на Вудстоке, была отмечена статуэткой «Грэмми» в категории «Лучшее метал-исполнение». Газета Entertainment Weekly прокомментировала выступление группы на «Вудстоке-94»: «Резнор „обнажил“ рок до самого его ужасающего, мелодраматического ядра… это было очень волнующе». Несмотря на такие отзывы, Резнор был недоволен концертом, из-за его технических «накладок».
Во время основной части турне на разогреве у Резнора выступал Мэрилин Мэнсон, в группе которого играл Джорди Уайт (затем взял псевдоним «Твигги Рамирес»); впоследствии Уайт был басистом в Nine Inch Nails с 2005 по 2007 годы. После очередной части гастролей был выпущен специальный альбом ремиксов — Further Down the Spiral — по мотивам основного альбома. Nine Inch Nails приняли участие в австралийском Alternative Nation festival, а затем стартовал их следующий проект — Dissonance Tour, который включал 26 выступлений с Дэвидом Боуи, который был хедлайнером на концертах. В ходе шоу Резнор и Боуи исполняли совместные номера, в которые входил материал обоих музыкантов. Однако не все зрители были обрадованы таким «музыкальным скрещиванием песен» из-за явного жанрового диссонанса в творчестве этих артистов.
Тур завершился мини-фестивалем Nights of Nothing — три вечера подряд на сцене играли музыканты из Nothing Records: Marilyn Manson, Prick, Meat Beat Manifesto и Pop Will Eat Itself, всё это закончилось 80-минутным выступлением Nine Inch Nails. После этого шоу Kerrang! описал команду Резнора, как «слаженную, дерзкую и драматичную» группу, но посетовал на отсутствие нового материала в сет-листе NIN. Во время второго из этих шоу в группу ненадолго вернулся Ричард Патрик и сыграл на гитаре во время исполнения «Head Like A Hole». После турне Self Destruct Tour Крис Вренна, постоянный член концертного состава NIN с 1988 года и участник многих студийных записей коллектива, ушёл из группы навсегда, чтобы начать карьеру на продюсерском поприще и сформировать свою собственную команду — Tweaker.

## Выпуск и отзывы
| Оценки критиков               | Оценки критиков |
| Источник                      | Оценка          |
| ----------------------------- | --------------- |
| AllMusic                      | [ 32 ]          |
| Chicago Tribune               | [ 63 ]          |
| Entertainment Weekly          | (B+)            |
| Los Angeles Times             | [ 65 ]          |
| The Rolling Stone Album Guide | [ 66 ]          |
| Pitchfork Media               | (8.3/10)        |
| PopMatters                    | (9/10)          |
| Роберт Кристгау               | [ 67 ]          |
| Rolling Stone                 | [ 68 ]          |
| USA Today                     | [ 69 ]          |

Дата выхода альбома неоднократно переносилась. Первая задержка была вызвана процессом создания студии Le Pig, на что ушло больше времени, чем планировалось; затем релиз был отложен снова, так как Резнор изучал новые способы создания музыки, которые бы не напоминали Broken и Pretty Hate Machine. Резнор полагал, что, передав лейблу материал в начале 1993 года, он испытает творческий кризис и будет неспособен сочинить ничего путного. Вскоре боссы Interscope потеряли терпение и начали высказывать обеспокоенность по поводу сроков выхода пластинки. Однако Резнор не поддался на давление, а впоследствии положительно отзывался о лейбле, якобы предоставившем ему «творческую свободу». Музыкант рассказал продюсеру Рику Рубину об этой ситуации: «моя нынешняя мотивация — поскорее закончить альбом и отправиться в турне, так как лейбл давит со всех сторон». Рубин ответил: «Эта самая глупая причина для создания альбома, о которой я слышал. Не стоит этого делать [выпускать запись], пока у тебя не появится музыка, которую будет преступлением скрывать от людей». Потрясённый этим советом Резнор проанализировал ситуацию и понял, что он находится в самом выгодном положении — у него есть приемлемый бюджет, хорошее оборудование и собственная студия для работы. В итоге Резнор выделил время на продюсирование пластинки Мэнсона и завершил работу над собственным альбомом почти через год после того, как начал её.
The Downward Spiral был выпущен 8 марта 1994 года и сразу обрёл популярность, дебютировав на второй строчке чарта Billboard 200. 28 октября 1998 года альбом был сертифицирован четырежды «платиновым» статусом, разойдясь в количестве более четырёх миллионов экземпляров в США. Диск добрался до девятой позиции британского хит-парада, и в этой стране ему был присвоен «золотой» статус — 22 июля 2013 года. В Канаде пластинка добралась до 13-й строчки местного чарта и получила тройную «платиновую» сертификацию от национальной ассоциации звукозаписывающих компаний. Люди, которым довелось ознакомиться с материалом на ранней стадии производства, считали альбом «коммерческим самоубийством», но Резнор не собирался идти на компромиссы ради коммерческого успеха — его целью было расширить границы музыки Nine Inch Nails. Музыкант чувствовал, что конечный продукт, который он передал Interscope, был «доведённым до ума» и «отражал его ви́дение», но считал, что его коммерческий потенциал был ограничен из-за провокационного контента. Поэтому после выхода пластинки он был удивлён её успехом и требованиями слушателей поскорей выпустить синглы и клипы, которые впоследствии получили частую ротацию на MTV.
Многие музыкальные критики и меломаны высоко оценили The Downward Spiral за цепляющее, эклектичное содержание и мрачные темы, особо выделив тему саморазрушения личности. Обозреватель газеты The New York Times Джон Парелес в своей рецензии отметил акустическую «шершавость» музыки. Парелес утверждал, что в отличие от других индастриальных групп, таких как Ministry и Nitzer Ebb, «Резнор пишет полноценные мелодии» с упором на музыку, а не на риффы. Он также остановился на критике Nine Inch Nails от «пуристов индастриала», которые обвиняли музыканта в «опопсовывании» жанра и использовании скандальной концепции ради привлечения внимания к материалу. Роберт Кристгау поставил альбому две звезды, в музыкальном плане назвав его индастриально-атеистическим аналогом творчества Босха, а в литературном — с «Трансформерами» в формате детского порно. В статье для журнала Rolling Stone, Джонатан Голд уподобил альбом литературе киберпанка. Том Синклер из Entertainment Weekly написал об этой пластинке следующее: «Альбом наполнен любимыми темами Резнора — секс, власть, садомазохизм, ненависть, выход за рамки… они завёрнуты в хуки, которые ранят вашу душу, как паяльная лампа». «Запись представляет собой сочетание света и тени, и смешанные полутона преобладают в ней над яркими красками» — писал в своей рецензии Томми Удо из журнала Classic Rock — «Резнор создал грандиозный альбом, который можно слушать лишь в малых дозах. The Downward Spiral это нечто чудесное, влекущее вас в путешествие к самому сердцу тьмы». «Безупречный индастриальный альбом! И никаких гвоздей» — подытожил его коллега Джеми Хиббард.

### Награды
The Downward Spiral фигурирует в нескольких музыкальных списках так называемых лучших альбомов. В 2003 году лонгплей занял 200-е место в списке Rolling Stone «500 величайших альбомов всех времён», в новом списке 2012 года он опустился на строчку ниже. Редакция Rolling Stone написала: «Затворничая в доме жертвы Мэнсона — Шэрон Тейт, Трент Резнор создал сильнейшую медитацию на излюбленную тему NIN: контроль». Альбом занял 10-е место в списке журнала Spin «125 лучших альбомов за последние 25 лет»; автор статьи Энн Пауэрс высоко оценила мрачный и агрессивный стиль пластинки. Музыкальный критик Мартин Попофф поместил запись на 488-ю позицию в своей книге «500 лучших хэви-метал альбомов всех времён». В 2001 году журнал Q упомянул The Downward Spiral в своём списке «50 тяжелейших альбомов всех времён»; в 2010 году альбом фигурировал под номером 102 в рейтинге «250 лучших альбомов за время существования журнала Q» (1986—2011). В мае 2014 года интернет-журнал Loudwire  поставил The Downward Spiral на второе место в рейтинге «10 лучших хард-рок альбомов 1994 года». В июле 2014 года журнал Guitar World присудил пластинке 43-е место в своём списке «50 культовых альбомов, которые стали символом 1994 года». The Downward Spiral также был включён в альманах «Тысяча и один музыкальный альбом, который стоит прослушать, прежде чем вы умрёте».

## Наследие
Успех The Downward Spiral стал переломным моментом для Nine Inch Nails, ставшей благодаря этому альбому одной из популярнейших рок-групп 1990-х годов. Имидж NIN, а также её музыкальный стиль стали очень узнаваемыми среди широких масс — на волне популярности ремикс песни «Down In It» прозвучал в рекламе продуктов фирмы Gatorade. Резнор чувствовал себя неуютно из-за ажиотажа в СМИ и из-за того, что регулярно появлялся на первых полосах таблоидов с «жёлтыми» заголовками: о его смерти, депрессии, и дружбе с убийцей Джеффри Дамером. Пресса делала из новоиспечённой звезды секс-символ, концентрируясь на его провокационном визуальном образе. Помимо шумихи в прессе Nine Inch Nails были отмечены влиятельными музыкальными институтами — группа получила номинации на премию «Грэмми» в категориях «Лучший альтернативный альбом» и «Лучшая рок-песня» за композицию «Hurt». Впечатлённые работой Резнора, многие из его коллег по цеху — Gravity Kills, Stabbing Westward, Filter, Mötley Crüe и Skinny Puppy — записали альбомы, звучание которых было вдохновлено музыкой Nine Inch Nails.
Резнор интерпретировал альбом как продолжение собственного «я». По словам музыканта, запись стала «пророческой» — завершив этот диск, он столкнулся со многими личными и социальными проблемами, которые сам и поднял. К тому времени он уже страдал от социофобии и депрессии и крепко «подсел» на наркотики, включая кокаин, в дополнение к частым запоям. Примерно в этот же период он начал страдать от перфекционизма и испытывать чувство творческого кризиса, что повлияло на сроки выпуска его следующего диска — The Fragile, который вышел лишь в конце 1999 года. Резнор полностью избавился от наркотической зависимости в 2001 году, пройдя специальный курс в реабилитационной клинике.
Через год после выпуска The Downward Spiral Резнор записал специальный альбом ремиксов под названием Further Down the Spiral; это единственный не студийный диск Nine Inch Nails, который получил «золотой» статус в США. Свой вклад в эту пластинку внесли группа Coil и Дэнни Хайд, музыкант Джим Тёрлуэлл, электронщик Aphex Twin, продюсер Рик Рубин и гитарист Дэйв Наварро из группы Jane’s Addiction. Альбом добрался до 23-й строчки чарта Billboard 200 и получил неоднозначные оценки от критиков. Мини-альбом Recoiled с ремиксами на песни «Gave Up», «Closer», «The Downward Spiral» и «Eraser» был выпущен 24 февраля 2014 года на британском лейбле Cold Spring.
В ретроспективных обзорах The Downward Spiral расценивается музыкальными журналистами как одна из самых важных записей 1990-х и как величайшее произведение Резнора в частности. В альманахе The Rolling Stone Album Guide альбому поставили пять звезд из пяти, назвав его «сильным заявлением и одним из самых знаковых дисков девяностых». По словам рецензента Entertainment Weekly Кайла Андерсона, видеоклип «Closer» в подростковом возрасте перевернул его восприятие популярной музыки настолько, что, хотя он уже неоднократно слышал песню по радио, он немедленно помчался в магазин, чтобы купить весь альбом. Том Брайхен из музыкального блога Stereogum отозвался об альбоме в тёплых тонах, назвав его отражающим наиболее полно все стороны творчества Nine Inch Nails.

## Полемика
Акцент на запретных темах сыграл свою роль в неприятии альбома со стороны определённой прослойки американского истеблишмента. Тексты подверглись критике со стороны социальных консерваторов. Глава Республиканской партии США Боб Доул резко осудил корпорацию Time Warner после встречи с её главой Майклом Фуксом. В ходе этой встречи сенаторы Уильям Беннетт и Синтия Такер потребовали, чтобы Фукс зачитал вслух текст песни «Big Man with a Gun» — они полагали, что она была завуалированным призывом к атаке на правительство Соединённых Штатов. Там же они обвинили лейбл Interscope в издании пластинок гангста-рэперов Dr. Dre, Тупака Шакура и Снуп Догга — негласно, этот материал был нежелателен для выхода «в свет». Резнор позже в интервью назвал Такер (которая также причислила Nine Inch Nails к представителям музыки «гангста») «грёбаной идиоткой» и заявил, что «Big Man with a Gun» была сатирой на тему безумия. Резнор допустил, что контент The Downward Spiral может быть опасным, поскольку намёками наводит слушателя на мысли, о которых «мультяшный» хардкорный хип-хоп кричит во всё горло, не вызывая доверия. Роберт Борк неоднократно ссылался на «Big Man with a Gun» в своей книге «Slouching Towards Gomorrah» как на свидетельство культурного упадка. Этот автор тоже ошибочно утверждал, что эта песня является рэпом.
Ещё одна форма Нисходящей спирали ... она уводит всё глубже и глубже. прижаться к ней, быть с ней одним целым, любить; я просто лежу тут. Мне нужен пистолет. Это странная запись ... Мне бы следовало чувствовать себя счастливым, но всё это дерьмо угнетает меня.
За несколько лет до инцидента в школе «Колумбайн» один из студентов-убийц, Дилан Клиболд, несколько раз ссылался на лирику из песен Nine Inch Nails в своём дневнике. Клиболд отождествлял себя с главным героем альбома, как символом своей собственной депрессии. 4 мая 1999 года Комитет по торговле, науке и транспорту США начал слушания по проблеме продаж и реализации среди подростков контента, содержащего материалы насильственного характера, производителями теле- и кинофильмов, музыки и видеоигр. Комитет заслушал показания культурологов, преподавателей и психиатров, среди которых были сенатор Уильям Беннетт и архиепископ из Денвера, преподобный Чарльз Шапью. Участники заседания раскритиковали альбом NIN, Мэрилина Мэнсона, — на тот момент уже бывшего протеже Резнора, — и фильм «Матрица» за их предполагаемый вклад в создание атмосферы, которая сделала подобные трагедии возможными. Комитет предписал Федеральной торговой комиссии и Министерству юстиции США провести проверку реализации медиаконтента среди подростков.
В 2009 году компания Apple отвергла приложение Nine Inch Nails для iPhone, ссылаясь на нежелательный контент альбома The Downward Spiral. Однако несколько дней спустя решение было отменено; в Apple отказались объяснить свои мотивы.

## Список композиций
Слова и музыка всех песен — Трента Резнора.
| №   | Название              | Перевод названия               | Длительность |
| --- | --------------------- | ------------------------------ | ------------ |
| 1.  | «Mr. Self Destruct»   | «Господин Самоуничтожение»     | 4:30         |
| 2.  | «Piggy»               | «Поросёнок»                    | 4:24         |
| 3.  | «Heresy»              | «Ересь»                        | 3:54         |
| 4.  | «March of the Pigs»   | «Марш свиней»                  | 2:58         |
| 5.  | «Closer»              | «Ближе»                        | 6:13         |
| 6.  | «Ruiner»              | «Разрушитель»                  | 4:58         |
| 7.  | «The Becoming»        | «Становление»                  | 5:31         |
| 8.  | «I Do Not Want This»  | «Я не хочу этого»              | 5:41         |
| 9.  | «Big Man with a Gun»  | «Большой человек с пистолетом» | 1:36         |
| 10. | «A Warm Place»        | «Тёплое местечко»              | 3:22         |
| 11. | «Eraser»              | «Стиратель»                    | 4:54         |
| 12. | «Reptile»             | «Рептилия»                     | 6:51         |
| 13. | «The Downward Spiral» | «Нисходящая спираль»           | 3:57         |
| 14. | «Hurt»                | «Рана»                         | 6:13         |

| №   | Название                                          | Перевод названия | Длительность |
| --- | ------------------------------------------------- | ---------------- | ------------ |
| 10. | «Dead Souls» (кавер на песню группы Joy Division) | «Мёртвые души»   | 4:50         |

| №   | Название                                                                               | Длительность |
| --- | -------------------------------------------------------------------------------------- | ------------ |
| 1.  | «Burn» (взято из саундтрека к фильму «Прирождённые убийцы»)                            | 5:00         |
| 2.  | «Closer (Precursor)» (взято из сингла Closer to God)                                   | 7:16         |
| 3.  | «Piggy (Nothing Can Stop Me Now)» (взято из альбома ремиксов Further Down the Spiral)  | 4:03         |
| 4.  | «A Violet Fluid» (взято из сингла «March of the Pigs»)                                 | 1:04         |
| 5.  | «Dead Souls» (взято из саундтрека к фильму Ворон)                                      | 4:53         |
| 6.  | «Hurt (Quiet)» (взято из альбома ремиксов Further Down the Spiral, версия для США)     | 5:08         |
| 7.  | «Closer to God» (взято из сингла «Closer to God»)                                      | 5:06         |
| 8.  | «All the Pigs, All Lined Up» (взято из сингла «March of the Pigs»)                     | 7:26         |
| 9.  | «Memorabilia» (взято из сингла «Closer to God»)                                        | 7:22         |
| 10. | «The Downward Spiral (The Bottom)» (взято из альбома ремиксов Further Down the Spiral) | 7:32         |
| 11. | «Ruiner (Demo)»                                                                        | 4:51         |
| 12. | «Liar (Reptile Demo)»                                                                  | 6:57         |
| 13. | «Heresy (Demo)»                                                                        | 4:00         |

Комментарии
1. ↑  Звук, с которого начинается «Mr. Self Destruct», взят из фильма THX 1138, из того момента, где человека избивает тюремная охрана[33][109].
2. ↑  В «Closer» использован сильно изменённый семпл, сыгранный на большом барабане в песне Игги Попа «Nightclubbing» c его альбома The Idiot[42].
3. ↑  Звуки криков, появляющихся на протяжении «The Becoming» взяты из фильма «Роботы-бойцы», когда гигантский робот падает на толпу зрителей[110].
4. ↑  Звуки в начале «Big Man With a Gun» являются изменёнными в студии криками испытывающей оргазм порно-звезды. Согласно сопровождающему альбом буклету, этот семпл называется «Steakhouse» (с англ. — «Ресторан с отбивными») и приписан Томми Ли,  барабанщику группы Mötley Crüe[29].
5. ↑  В японском издании альбома 10 треком значилась песня «Dead Souls», кавер-версия одноимённой композиции группы Joy Division. Песня «A Warm Place» соответственно являлась 11 треком[111][112].
6. ↑  Перерыв в «Reptile» содержит семплы (звучат начиная с 5:36) из фильма 1974 года «Техасская резня бензопилой», когда героиня Салли Хардести (Мэрилин Бёрнс) пыталась убежать от преследователя[113].
7. ↑  Первые экземпляры альбома, поступившие в продажу в Австралии, имели производственный брак. Начиная с песни «A Warm Place» до «Hurt» включительно, все треки воспроизводились не с начала в том случае, если слушатель менял последовательность игры композиций[114].
8. ↑  Первоначально песня издавалась только на саундтреке к фильму «Ворон»[115][116].
9. ↑  Состоит из ремиксов и композиций, не вошедших в оригинальную версию[117].

## Участники записи
Список взят из буклета The Downward Spiral.

| - Трент Резнор — вокал, синтезаторы, гитары, ударные («Piggy»), аранжировка, продюсирование - Эдриан Белью — гитара, звуковые текстуры («Mr. Self Destruct»), гитара с кольцевой модуляцией («The Becoming») - Крис Вренна — ударные («Hurt»), программинг, семплинг, доп. ударные («Burn») - Дэнни Лонер — доп. гитара («Big Man with a Gun») - Энди Кубизевски — ударные («The Downward Spiral») - Стивен Перкинс — лупы ударных («I Do Not Want This») - Чарли Клоузер — программинг, целостность записи - Марк «Флад» Эллис — продюсер, хай-хэт («Closer»), синтезатор ARP 2600 («The Becoming») - Джон Эгуто — звукоинженер - Брайан Поллак — звукоинженер - Шон Бивен — микширование | - Билл Кеннеди — микширование - Алан Молдер — микширование - Том Бейкер — мастеринг - Рассел Миллз — обложка - Гэри Талпес — оформление буклета - Дэвид Бакленд — фотографии - Боб Людвиг — ремастеринг (переиздание) - Джеймс Браун — микширование 5.1 (переиздание) - Нил Ферразани — ассистент (переиздание) - Роб Шеридан — оформление буклета, доп. фотографии (переиздание) |

## Позиции в чартах и сертификации
| Чарт (1994)                | Высшая позиция |
| -------------------------- | -------------- |
| Австралия                  | 12             |
| Великобритания             | 9              |
| Канада                     | 13             |
| Новая Зеландия             | 23             |
| США (Billboard 200)        | 2              |
| США (Comprehensive Albums) | 46             |
| Швеция                     | 33             |

| Чарт (1996)                   | Позиция |
| ----------------------------- | ------- |
| Канада                        | 92      |
| США                           | 59      |
| Чарт (2017)                   | Позиция |
| США (Dance/Electronic Albums) | 23      |

| Страна | Сертификация  | Продажи, экз. |
| ------ | ------------- | ------------- |
| ARIA   | Золотой       | 35,000+       |
| BPI    | Золотой       | 100,000+      |
| CRIA   | 3× Платиновый | 300,000+      |
| RIAA   | 4× Платиновый | 4,000,000+    |

| Сингл                | Чарты (1994—1995)                | Высшая позиция |
| -------------------- | -------------------------------- | -------------- |
| «March of the Pigs»  | Австралия                        | 98             |
| «March of the Pigs»  | Канада                           | 20             |
| «March of the Pigs»  | Великобритания                   | 45             |
| «March of the Pigs»  | США (Billboard Hot 100)          | 59             |
| «March of the Pigs»  | США (Hot Dance Singles Sales)    | 5              |
| «Closer»             | Австралия                        | 3              |
| «Closer»             | Канада (RPM — Alternative Songs) | 5              |
| «Closer»             | Канада (Hot 100)                 | 5              |
| «Closer»             | Дания                            | 12             |
| «Closer»             | Великобритания                   | 25             |
| «Closer»             | США (Hot Dance Club Songs)       | 29             |
| «Closer»             | США (Hot Dance Music)            | 29             |
| «Closer»             | США (Billboard Hot 100)          | 41             |
| «Closer»             | США (Hot Mainstream Rock Tracks) | 35             |
| «Closer»             | США (Hot Modern Rock Tracks)     | 11             |
| «Piggy» (промосингл) | Hot Modern Rock Tracks           | 20             |
| «Hurt» (промосингл)  | Канада                           | 8              |
| «Hurt» (промосингл)  | США (Hot 100 Airplay)            | 54             |
| «Hurt» (промосингл)  | США (Hot Modern Rock Tracks)     | 8              |

## Хронология релиза
| Территория           | Дата            | Формат(ы)                 | Лейбл(ы)                              |
| -------------------- | --------------- | ------------------------- | ------------------------------------- |
| Европа               | 8 марта 1994    | CD, компакт-кассета, 2×LP | Island / TVT / Nothing / Interscope   |
| Великобритания       | 8 марта 1994    | CD, компакт-кассета, 2×LP | Island / TVT / Nothing / Interscope   |
| США                  | 8 марта 1994    | CD, компакт-кассета, 2×LP | Island / TVT / Nothing / Interscope   |
| Канада               | 8 марта 1994    | CD, компакт-кассета, 2×LP | Island / TVT / Nothing / Interscope   |
| Австралия            | 8 марта 1994    | CD, компакт-кассета, 2×LP | Island / TVT / Nothing / Interscope   |
| Нидерланды           | 8 марта 1994    | CD, компакт-кассета       | Island / TVT / Nothing / Interscope   |
| Китайская Республика | 8 марта 1994    | CD, компакт-кассета       | Island / TVT / Nothing / Interscope   |
| Малайзия             | 8 марта 1994    | CD, компакт-кассета       | Island / TVT / Nothing / Interscope   |
| ЮАР                  | 8 марта 1994    | CD, компакт-кассета       | Island / TVT / Nothing / Interscope   |
| Германия             | 8 марта 1994    | CD                        | Island / TVT / Nothing / Interscope   |
| Колумбия             | 8 марта 1994    | CD                        | Island / TVT / Nothing / Interscope   |
| Япония               | 8 марта 1994    | CD                        | Island / TVT / Nothing / Interscope   |
| Республика Корея     | 8 марта 1994    | CD                        | Island / TVT / Nothing / Interscope   |
| Мексика              | 8 марта 1994    | 2×LP                      | Island / TVT / Nothing / Interscope   |
| Япония               | 21 августа 1996 | CD                        | Interscope                            |
| Европа               | 1999            | CD                        | Island / Universal Music              |
| ЮАР                  | 1999            | CD                        | Island / Universal Music              |
| США                  | 30 мая 2000     | CD                        | Warner Music                          |
| Мир                  | 2004            | Цифровая дистрибуция      | Interscope                            |
| Европа               | 23 ноября 2004  | 2×SACD, DualDisc          | Nothing / Interscope                  |
| Великобритания       | 23 ноября 2004  | 2×SACD, DualDisc          | Nothing / Interscope                  |
| США                  | 23 ноября 2004  | 2×SACD, DualDisc          | Nothing / Interscope                  |
| Канада               | 23 ноября 2004  | 2×SACD, DualDisc          | Nothing / Interscope                  |
| Австралия            | 23 ноября 2004  | 2×SACD, DualDisc          | Nothing / Interscope                  |
| Япония               | 23 ноября 2004  | 2×SACD, DualDisc          | Nothing / Interscope                  |
| Россия               | 23 ноября 2004  | 2×SACD, DualDisc          | ООО «Юниверсал Мьюзик»                |
| Англия               | 25 июля 2006    | 2×LP                      | Phantom Records                       |
| США                  | Сентябрь 2008   | 2×LP                      | Interscope                            |
| Европа               | Июнь 2010       | 2×CD                      | Island / Interscope / Universal Music |
| Великобритания       | Июнь 2010       | 2×CD                      | Island / Interscope / Universal Music |
| США                  | Июнь 2010       | 2×CD                      | Island / Interscope / Universal Music |
| Канада               | Июнь 2010       | 2×CD                      | Island / Interscope / Universal Music |
| Австралия            | Июнь 2010       | 2×CD                      | Island / Interscope / Universal Music |
| Россия               | Июнь 2010       | 2×CD                      | ООО «Юниверсал Мьюзик»                |

Комментарии
1. 1 2  Переиздание.
2. ↑  Юбилейное переиздание альбома с бонусным материалом, не вошедшим в оригинальную версию.
3. ↑  Переиздание в составе бокс-сета The Downward Spiral + With Teeth.